# Gyrohypnus fracticornis
Gyrohypnus fracticornis – gatunek chrząszcza z rodziny kusakowatych i podrodziny kusaków. Zamieszkuje większość krain zoogeograficznych.

## Taksonomia
Gatunek ten opisany został po raz pierwszy w 1776 roku przez Ottona Friedricha Müllera pod nazwą Staphylinus fracticornis. Jako miejsce typowe wskazano Danię.

## Morfologia

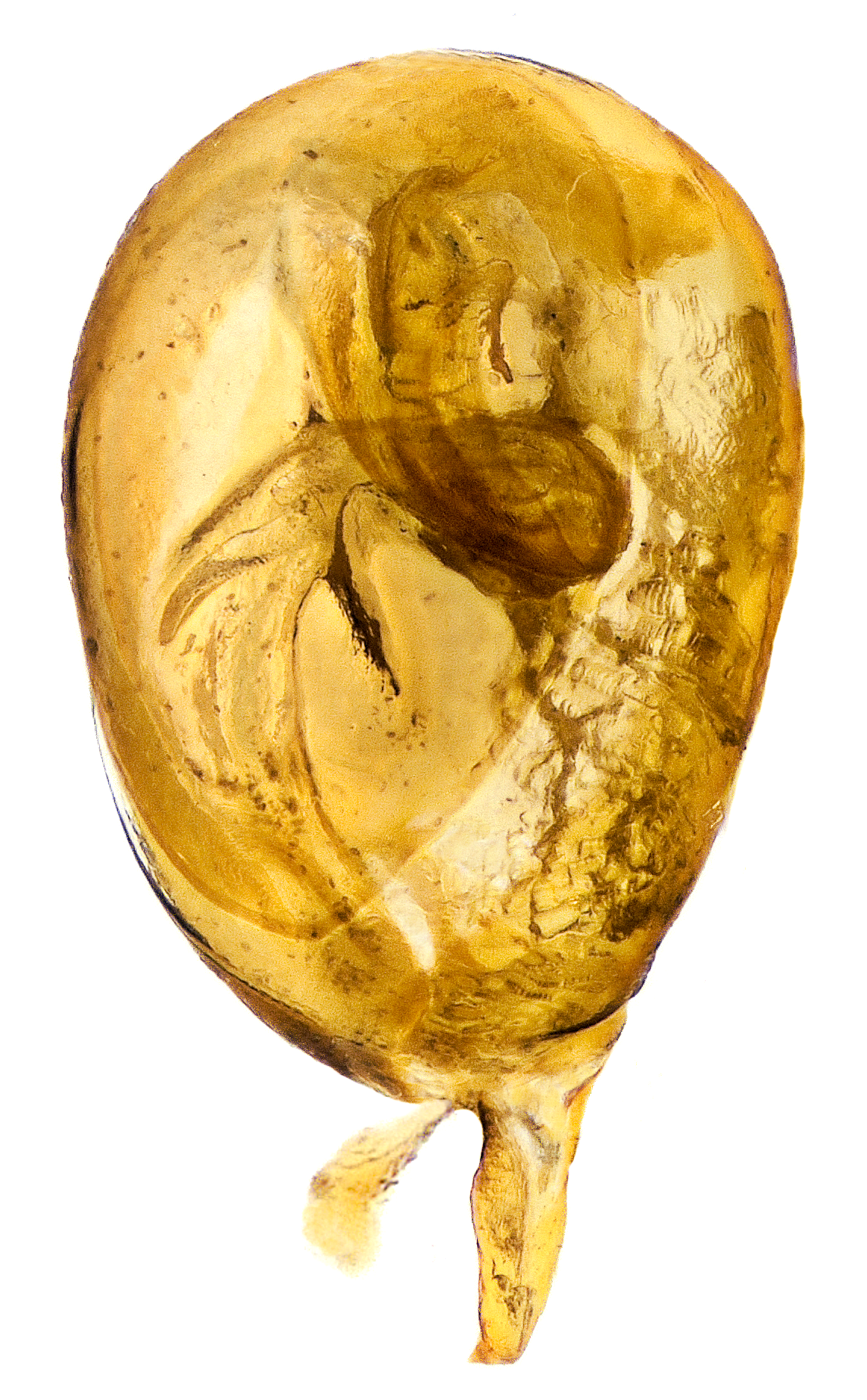
Edeagus

Chrząszcz o wydłużonym, wąskim ciele długości od 7 do 9 mm. Głowa jest krępa, czarna z brunatnoczarnymi czułkami oraz, z wyjątkiem żółtobrunatnego członu wierzchołkowego, brudnobrunatnymi głaszczkami szczękowymi. Kanciaste skronie są matowe, szorstko punktowane, a na wysokości ich zakończenia głowa jest najszersza. Ciemię ma duży, okrągły obszar pozbawiony głębokiego punktowania. W tyle głowy szwy gularne łączą się w pojedynczą linię. Przedplecze jest czarne, zaopatrzone w rzędy grzbietowe o około sześciu punktach każdy. Pokrywy są całkiem czarne. Odnóża mają brunatnoczarne uda i golenie. Odwłok jest czarny, pozbawiony rozjaśnień na tylnych krawędziach tergitów.

## Ekologia i występowanie
Owad ten zasiedla różne, w tym synantropijne środowiska. Bytuje wśród gnijących szczątków roślinnych.
Gatunek o szerokim zasięgu. W Europie znany jest z Irlandii, Wielkiej Brytanii, Francji, Belgii, Holandii, Niemiec, Szwajcarii, Austrii, Włoch, Danii, Szwecji, Norwegii, Finlandii, Estonii, Łotwy, Litwy, Polski, Czech, Słowacji, Węgier, Ukrainy, Rumunii, Bułgarii, Słowenii, Bośni i Hercegowiny, Serbii, Czarnogóry, Macedonii Północnej, Grecji i europejskiej części Rosji. W palearktycznej Azji podawany jest z Cypru, Turcji, Syberii, Kazachstanu i Afganistanu. W Makaronezji zamieszkuje Azory, Wyspy Kanaryjskie i Maderę. Poza tym podawany jest z Indii w krainie orientalnej, Nowej Zelandii i Wysp Chatham w krainie australijskiej, Argentyny i Chile w krainie neotropikalnej oraz nearktycznej Ameryki Północnej.